# Cunaxa sordwanaensis
Cunaxa sordwanaensis är en spindeldjursart som beskrevs av Den Heyer 1979. Cunaxa sordwanaensis ingår i släktet Cunaxa och familjen Cunaxidae. Inga underarter finns listade i Catalogue of Life.